# Koninklijke Harmonie Sint-Cecilia Oostrozebeke
Koninklijke Harmonie Sint-Cecilia Oostrozebeke is een harmonieorkest uit Oostrozebeke in West-Vlaanderen.

## Geschiedenis

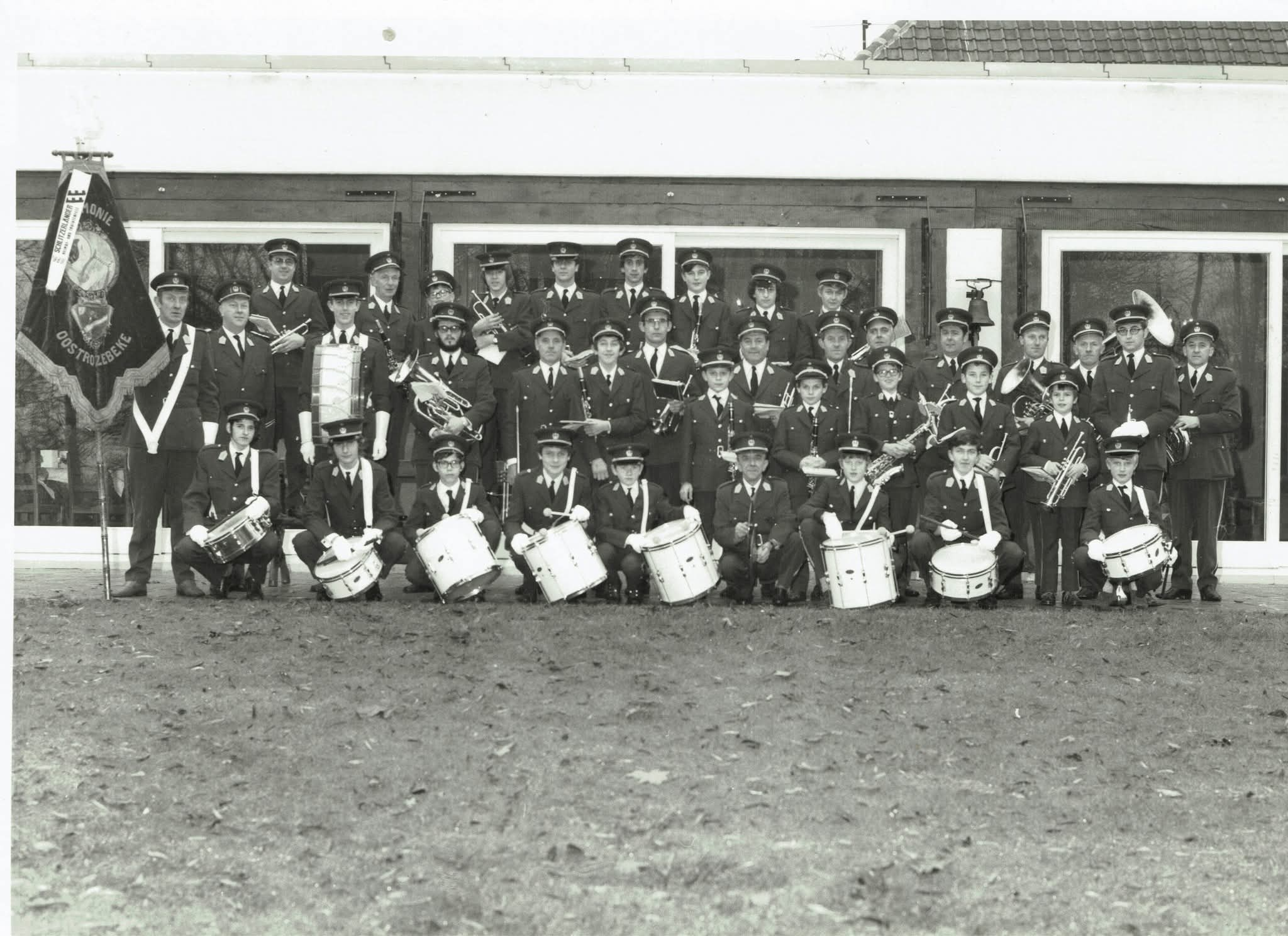
Oude groepfoto Koninklijke Harmonie Sint-Cecilia

De harmonie werd opgericht in 1822 en heeft sindsdien een actieve rol gespeeld in het sociale en culturele leven van Oostrozebeke. In 2022 vierde de vereniging haar 200-jarig jubileum met diverse evenementen, waaronder een ABBA-concert met Dieter Troubleyn, een muziekfestival tijdens de Oktoberkermis in Oostrozebeke en een jubileumconcert in samenwerking met lokale kunstverenigingen.

## Structuur
De vereniging bestaat uit meerdere onderdelen:
- Het harmonieorkest, onder leiding van dirigent Kristof Casier. Repetities vinden wekelijks plaats op zaterdag van 17u00 tot 18u30.
- Het percussie-ensemble "Impulse", onder leiding van Hans Beils. Repetities op zondagen van 10u00 tot 12u00.
- Het majorettenkorps "In Motion". Trainingen op vrijdag van 18u30 tot 21u00.
- Het instaporkest, onder leiding van Artuur Casaert. Repetities wekelijks op zaterdag van 16u00 tot 16u45.

## Evenementen
De harmonie organiseert jaarlijks verschillende concerten en evenementen:
- Het lenteconcert met speciaal thema, in april.
- Het herfstconcert in november.
- Stapoptredens op Ginstekermis, de Gaverwijkfeesten en de herdenking van Wapenstilstand.
- Het Sint-Ceciliafeest in november.

## Opleiding en instaporkest
In februari 2025 richtte de harmonie een instaporkest op voor beginnende muzikanten. 